# Che sarà
Che sarà è una canzone scritta da Jimmy Fontana, Franco Migliacci, Carlo Pes e Italo Greco.

## Il brano

### Storia e significato
Il brano fu presentato al Festival di Sanremo 1971, dove si classificò secondo, nell'interpretazione di José Feliciano in abbinamento ai Ricchi e Poveri.
Acquisì grande popolarità non solo per quel che riguarda l'Italia, ma anche nel resto del mondo grazie soprattutto all'interpretazione di Feliciano. Infatti i Ricchi e Poveri lo diffusero, inizialmente, solo in Italia – è da notare che il gruppo era ancora all'inizio di quella che poi sarebbe diventata una grande carriera: cominciarono a proporlo anche all'estero in seguito al successo.
La canzone fu ispirata a Cortona, città natale di Franco Migliacci, invece la storia raccontata del "paese sulla collina lasciato", secondo Jimmy Fontana, si ispirò alla città della moglie Leda Distasi, originaria di Bernalda, borgo disteso su una collina a 127 s.l.m nel cuore della provincia di Matera, distante dodici chilometri da Metaponto,
- “Paese mio che stai sulla collina, disteso come un vecchio addormentato”. Così doveva apparire Bernalda, dall’alto della sua collina, negli anni Settanta. Così: non troppo alta, da non dover alzare tanto la testa per guardarla, giù dalla Basentana. Ma neanche troppo bassa, per poter vedere il mare; per affacciarvisi, come da una terrazza e specchiarsi nello Ionio. Un po’ come una mamma, insomma, che sa sempre di trovarli, di trovarli giù, i suoi pargoli.

Tinta di rosa, se la osservi all’alba; d’arancio quando il sole volge a meriggiare.
“Distesa, come un vecchio addormentato”. Era un po’ così che doveva apparire Bernalda agli occhi di chi la raggiungeva, salendo dalla Basentana, negli anni Settanta. Ed era precisamente la fine degli anni Sessanta quando Enrico Sbriccoli, già Jimmy Fontana, scopriva la Lucania; quando Enrico, grazie a Leda, giungeva a Bernalda per la prima volta.
Corrisponde anche molto alla storia personale di José Feliciano, nativo del paese collinare di Lares della allora povera isola caraibica di Porto Rico che lasciò per New York, come tanti altri latinoamericani e portoricani a cercare fortuna negli Stati Uniti. La canzone, infatti, specie nella versione spagnola di grande successo in quei Paesi, è considerata come un "inno all'immigrazione" delle popolazioni latine.
Il cantautore Jimmy Fontana racconta che la RCA Italiana lo incaricò, essendo da anni amico di José Feliciano che in quegli anni era una stella internazionale, di scrivere una canzone e convincerlo a tornare in Italia per partecipare al Festival di Sanremo 1971 dopo un primo tentativo fallito qualche anno prima con la canzone "Quando non Avevo Te" sempre scritta da Jimmy Fontana e registrata negli studi della RCA di Roma da Jose Feliciano a fine novembre 1967. Con la RCA questa volta si decise la registrazione negli studi di Los Angeles dove lo stesso Jimmy andò a fine 1970, si registrarono tre versioni in tre lingue: italiano (Che sarà), spagnolo (Qué será) e inglese (Shake a Hand) e si tenne il tutto da parte per poi lanciarlo a Sanremo.
A quel punto iniziò la travagliata scelta del secondo artista da portare al Festival con questa canzone (all'epoca al Festival di Sanremo si presentavano due artisti per ogni canzone scelti dalla casa discografica): Jimmy Fontana, certo della sua partecipazione dopo "l'opera" fatta sia per scriverla che per portare una star internazionale in Italia, e sicuro che quella sarebbe stata l'occasione per rilanciare la sua carriera, ricevette invece dalla stessa casa discografica l'amara sorpresa: pensavano ad altri artisti che si riteneva avrebbero avuto un maggior ritorno commerciale. Questo fatto lo deluse al punto tale da decidere di allontanarsi per anni dal mondo della discografia.
Si seppe poi che la RCA tentò di portare Gianni Morandi come secondo artista al Festival di Sanremo ma pare che lui rifiutò: poi ha riferito che la canzone lo convinse, gli ricordava il ritornello della vecchia ma, comunque, diversa Que será será di Doris Day, ma altre voci dicevano anche che gli fu consigliato di rifiutare perché in quel periodo trovarsi a confrontarsi su un palco di così grande rilievo con un artista del calibro di Feliciano poteva essere una scelta poco felice per la sua carriera. Fu così che alla fine la RCA scelse come secondo artista un gruppo giovane che nulla avrebbe rischiato, i Ricchi e Poveri, che già l'anno prima al debutto avevano ben impressionato al Festival. Il pezzo diventa un loro cavallo di battaglia e, oltretutto, venne considerato un classico della canzone italiana nel mondo.
Dopo il Festival, escono il 45 giri dei Ricchi e Poveri (pubblicato dalla Apollo) contenente il brano, abbinato a ...ma la mia strada sarà breve come lato B e quello di Feliciano (pubblicato dalla RCA Victor) contenente il brano, abbinato invece a There's No One About. Entrambi i singoli vengono distribuiti anche fuori dall'Italia, quello di Feliciano in molti paesi viene pubblicato anche in inglese e spagnolo di grande successo tanto risultare come il 4° singolo più venduto d'Europa nelle settimane di fine luglio 1971 
Verso la fine del 1971 vengono pubblicati l'album dei Ricchi e Poveri Amici miei e quello di Feliciano Che sarà; Che sarà viene inserito come prima traccia di entrambi gli album. Che sarà è anche compresa nella compilation Sanremo '71, edita dalla CGD.

### Cover
Del brano Che sarà sono state realizzate molte cover, sia italiane sia estere.
- 1971 - Lara Saint Paul album C D M presenta Il Festival di Sanremo 1971 (C D M – CDM 1001)
- 1971 - I Combos a 45 giri, (Combo Record, HP 8090), inserito nell'album I Combos dello stesso anno (Combo Record, LP 20104)
- 1971 - De Strangers con il titolo Sè V'r A, testo di Lex Colman, nell'album Goe Zot (Decca Records – DEC 193.500 K), pubblicato in Belgio
- 1971 - James Last album Non Stop Dancing 1972 Potpourri (Polydor – 2371 189 L), pubblicato in Italia, Germania e Regno Unito
- 1971 - Gebroeders Brouwer nell'album Gebroeders Brouwer (11 Provinciën - ELF 25.09-G), pubblicato nei Paesi Bassi
- 1971 - Wir nell'album Die welt von heut' (Metronome – MLP 15417), pubblicato in Germania
- 1971 - Los Tropicanos album Vol. 6 (Parlophone – SPBA-13.024), pubblicato in Brasile
- 1971 - Los Compañeros nell'album Topsi (London Records – LLC-38615), pubblicato in Cile
- 1971 - Roy Silverman nell'album Sax Party (Ricordi International – SLIR 22063)
- 1971 - Fubuki Koshiji con il titolo ケ・サラ, testo di Tokiko Iwatani, nell'album 誰もいない海 (Toshiba Records – TP-8094), pubblicato in Giappone
- 1971 - Juan Torres – Organo melodico - Vol. 14 (Discos Musart – 1547), pubblicato in Messico, Spagna, Stati Uniti d'America, Guatemala e Venezuela
- 1971 - Pavel Novák e Sbor Lubomíra Pánka (45 giri) col titolo Nádherná láska, testo di Jiří Aplt, (Supraphon – 0 43 1209); album del 1990 P.N. 1964-1990 (Reset – R1 0002-1 311)
- 1971 - Anna-Lena Löfgren singolo dal titolo Aldrig mer, testo di Stig Anderson (Metronome – J 27.084); album del 1972 Som en sång (Metronome – HLP 10.541), pubblicato in Svezia
- 1972 - Les Humphries Singers album The Les Humphries Singers Sing Hallelujah (Decca Records – 61 793), pubblicato in Svizzera, Austria e Germania
- 1972 - The Les Humphries Singers and Orchestra nell'album Singing Detonation (Decca Records – SLK 16 747-P), pubblicato in Germania
- 1972 - Eugenia Foligatti album Meraviglioso (Emiliana Records – LP 5012)
- 1972 - Ulli Martin album Ein traum wird wahr (Philips – 7105 109), pubblicato in Germania
- 1972 - Die Ticos nel doppio album Ticos Tanz-Tee (Metronome – DALP 2/1905), pubblicato in Germania
- 1972 - Merino Costa y sus Tipicos nell'album omonimo (Capri – CA 65-H), pubblicato in Francia e Paesi Bassi
- 1972 - Ded Gerval nell'album Ded Gerval et son Orchestre (Evasion Disques – EB 100 405), pubblicato in Svizzera
- 1972 - Pete's Band nell'album Hit-Box Nr. 2 (Ariola Records – 85 830 XT), pubblicato in Germania
- 1972 - Johnny con il titolo Toivotaan, Toivotaan, testo di Pertti Reponen, nell'album Kotidisco (RCA Victor – LSP 10389), pubblicato in Finlandia
- 1972 - Teruhiko Saigō e Milva (Crown – GW-7029Q), pubblicato in Giappone
- 1972 - Pedro Vargas con il titolo Qué Será nell'album El Pedro Vargas de hoy (RCA Victor – MKL/S-1931), pubblicato in Messico e El Salvador
- 1972 - Orquesta Jo Ment nell'album 28 éxitos latinos (Ariola Records – 86.225-H), pubblicato in Spagna, Germania e Regno Unito
- 1972 - Rita Pavone album Rita Pavone (RCA Victor – 443.044), pubblicato in Francia
- 1972 - Karel Gott testo di Fred Weyrich, album Komm zu mir (Polydor – 61 603), pubblicato in Svizzera, Austria e Germania
- 1973 - André Brasseur album The Fantastic Organ (RCA International – INTS 1458), pubblicato in Canada, Germania e Regno Unito
- 1973 - Franco Andolfo Quartett album 7 Evergreens und 7 Hits (Lesborne – L 2012), pubblicato in Svizzera, Austria e Germania
- 1974 - Kai Rautenberg nell'album Holiday in Italy with Kai Rautenberg (Telefunken – 6.22006), pubblicato in Messico e Germania
- 1974 - Claudius Alzner und Seine Solisten album Cocktail International Vol. 8 (Columbia Records – 2 E 052-33110), pubblicato in Svizzera, Austria ed Australia
- 1977 - Orchester Anthony Ventura album Je t'aime - Traum-Melodien 5 (RCA Victor – PL 28302), pubblicato in Germania, Turchia e Venezuela
- 1979 - Umberto Lupi album L'angolo del piano bar (Produzioni Discografiche Lupi – UL 30514)
- 1983 - Antonio & Marcello album Concertando con Antonio & Marcello (Jingle – JK/8001)
- 1983 - Wall Street Crash album European Affair, testo di Paul Felba, (Magnet – LP 33206)
- 1983 - I Solisti dell'Arcobaleno nell'album omonimo (Compagnia Giovanile dell'Arcobaleno - LP 001)
- 1984 - Superquattro nell'album omonimo (SiglaQuattro – SIG 1021)
- 1984 - Richard Clayderman album Italie Mon Amour (RCA Records – PK 31734), pubblicato in Italia, Francia, Giappone e Venezuela
- 1986 - Cristian ed Elisa Giacomoni con Le Folie Folie album Festa grande in Romagna (Joker - SM4197)
- 1986 - Johnny Nine album Cara (Drums Edizioni Musicali – EDL 2163)
- 1987 - Umberto Marcato album Romantico italiano (Bluebird – BBK 1050), pubblicato in Finlandia
- 1987 - Francesco Napoli nell'album Francesco Napoli (Boy Records – BOY LP 02), pubblicato in Svizzera, Austria, Germania, Spagna, Scandinavia, Danimarca e Canada
- 1987 - Barbro & Lars con il titolo Aldrig mer, testo di Stig Anderson, album Räkna de lyckliga stunderna blott, pubblicato in Svezia
- 1988 - Jope Ruonansuu con il titolo Toivotaan, Toivotaan, testo di Jorma Ruonansuu, album Ruonansuu (Parlophone - 777-7 90789 1)
- 1982 - Jimmy Fontana
- 1988 - Ricchi e Poveri album Ricchi e Poveri (Fonit Cetra - SFR 101)
- 1988 - Del Faro album Del Faro (Clip Music – CDC 28252-02), pubblicato in Germania
- 1989 - Anna-Lena Löfgren con Ytterlännäskören con il titolo Aldrig mer, testo di Stig Anderson, album Här är mitt liv (Amanda Grammofon [Rimbo] – AmCD 005), pubblicato in Svezia
- 1990 - Jamppa Tuominen con il titolo Toivotaan, Toivotaan, testo di Pertti Reponen, album Toivotaan, Toivotaan (Bluebird – BBK 1095), pubblicato in Finlandia
- 1990 - Tereza con il titolo Samo ti, testo di Antauer e Kalogjera; album Ljubav je moj grijeh (Jugoton – MC-6 3026714), pubblicato in Iugoslavia
- 1991 - Collage album Collage (ISBA – IST 2029), pubblicato in Canada
- 1991 - The Crazy Banana Gang nel doppio album Za Za Zabadak (Ariola Records – 304 362), pubblicato in Germania
- 1985 - I Ro.Bo.T.
- 1986 - André Hazes
- 1991 - La band canadese Collage
- 2004 - Al Bano
- 2008 - Matia Bazar
- 2008 - Gianni Morandi
- 2013 - Danila Satragno (che lo rivista in chiave jazz)
- 2013 - Nicky Nicolai, Stefano Di Battista e la Jazz Big Band per l'album Mille bolle blu (La Musica di Repubblica - L'Espresso)
- 2021 - Ricchi e Poveri e José Feliciano album ReuniON (DM Produzioni, 19439875041), uscito anche in Russia

La cantante italiana Arisa lo esegue dal vivo al Festival di Sanremo 2012 nella serata dedicata ai successi internazionali del Festival, e ad interpretarlo con lei c'è José Feliciano. I due lo interpretano parte in italiano e parte in spagnolo.

### Popolarità nei media
Il brano è stato scelto per uno degli spot del Festival di Sanremo 2015, nel quale un gruppo di visitatori in un museo intona i primi versi della strofa iniziale e il ritornello. In conclusione, nello spot Carlo Conti esclama Tutti cantano Sanremo.

## 45 giri

### Hit parade internazionali conosciute del 1971
Versioni di José Feliciano
| Versione/titolo°  | Paese       | Posizione                    |
| ----------------- | ----------- | ---------------------------- |
| IT / Che sarà     | Italia      | 2 (21° nei singoli del 1971) |
| IT / Che sarà     | Olanda      | 1 (16° nei singoli del 1971) |
| IT / Che sarà     | Austria     | 2                            |
| IT / Che sarà     | Germania    | 7 (18° nei singoli del 1971) |
| IT / Che sarà     | Belgio      | 3 (29° nei singoli del 1971) |
| IT / Che sarà     | Finlandia   | 5                            |
| IT / Che sarà     | Turchia     | 17                           |
| IT / Che sarà     | Israele     | 9                            |
| SP / Qué será     | Spagna      | 1 (6° nei singoli del 1971)  |
| SP / Qué será     | Mexico      | 6                            |
| SP / Qué será     | Argentina   | 2                            |
| SP / Qué será     | Puerto Rico | 6                            |
| SP / Qué será     | Colombia    | 7                            |
| EN / Shake a Hand | Svezia      | 1 (7° nei singoli del 1971)  |
| EN / Shake a Hand | Danimarca   | 1                            |
| EN / Shake a Hand | Norvegia    | 9                            |

Versioni dei Ricchi e Poveri
(posizione massima)
| Versione/titolo° | Paese  | Posizione |
| ---------------- | ------ | --------- |
| IT / Che sarà    | Italia | 8         |

(Posizione di fine anno)
| Versione/titolo° | Paese  | Posizione |
| ---------------- | ------ | --------- |
| IT / Che sarà    | Italia | 59        |